# Чугуев, Илья Иванович
Илья Иванович Чугуев — советский хозяйственный, государственный и политический деятель, Герой Социалистического Труда.

## Биография
Родился в 1904 году в селе Осиновка. Член КПСС.
С 1920 года — на хозяйственной, общественной и политической работе. В 1920—1966 гг. — крестьянин, колхозник, машинист сельхозартели «Путь Ленина» села Осиновка, комбайнёр Андреевской МТС Андреевского района Талды-Курганской области Казахской ССР, комбайнёр колхоза «30 лет Казахстана», комбайнёр совхоза «Путь Ленина» Андреевского района Талды-Курганской области.
Указом Президиума Верховного Совета СССР от 6 августа 1949 года присвоено звание Героя Социалистического Труда с вручением ордена Ленина и золотой медали «Серп и Молот».
Умер после 1966 года.